# Contradicția în adaos
Contradicția în adaos constă în alăturarea unor secvențe lingvistice cu sens contrar, adică incompatibile între ele din punct de vedere semantic, din care rezultă nonsensuri sau absurdul.
Există 10 tipuri de contradicții în adaos:
- CONTRADICȚIA SEMANTICĂ

Contradicția semantică se produce prin alăturarea unui cuvânt cu sens contrar altuia anterior plasat în șirul vorbirii.
- CONTRADICȚIA ETIMOLOGICĂ

Contradicția de tip etimologic ia naștere atunci când vocabula care urmează în șirul vorbirii are aceeași rădăcină cu regenta ei , dau un sens opus acesteia datorită unor prefixe cu care a fost formată și care neagă de fapt ceea ce anterior se afirmă.
- CONTRADICȚIA MORFOLOGICĂ

Contradicția morfologică ia naștere atunci când mijloacele gramaticale de compunere a unor formații specifice unor categorii gramaticale intră în opoziție de înțeles, contrazic celelalte elemente cu care formează unitatea morfologică. 
De pildă, în categoria adjectivelor necomparabile intră o sumedenie de cuvinte care exprimă însușiri care nu pot fi concepute în grade diferite: finit, infinit, inițial, unic, veșnic, absolut.
Din categoria acestora mai fac parte și unele adjective derivate și compuse din terminologia tehnico-științifică: vizual, sulfuric, lemnos, metalic, euclidian, care exprimă apartenența, referința , originea, componența, materia, acțiunea, agentul. Acestea toate nu pot forma gradele de comparație fără să nu producă contradicția.
- CONTRADICȚIA ORTOGRAFICĂ
- CONTRADICȚIA DERIVĂRII

Se referă la imposibilitatea prefixării cu ex- în cazul unor cuvinte care exprimă aspecte imuabile ale realității: român , american, asiatic, european, rege etc. Originea nu se poate schimba! E ca și când am spune ex-negru unde negarea evidențelor rasiale ar șoca prin absurditatea ei.
- CONTRADICȚIA CONEXIUNII

Numim conexiune condiționarea reciprocă a unor obiecte și fenomene, interacțiunea acestora, într-un cuvânt legătură, înlănțuire, raport, relație.
Am numit contradicția conexiunii acel tip de greșeală de exprimare și de gândire care constă în folosirea unor noțiuni, sintagme stabile, secvențe lingvistice (unele cu sens consacrat) care intră în contradicție cu realitatea pe care o vizează prin legăturile mintale care se fac cu anumite caracteristici ale acesteia. Ea se produce din două motive: fie nu este cunoscut precis sensul noțiunii, sintagmei stabile, secvenței lingvistice utilizate care contrazice realitatea, fie nu este cunoscută realitatea ca fiind prin trăsăturile ei contrară înțelesului acestora.
- CONTRADICȚIA SIMPLĂ

Contradicția simplă este acea relație între două noțiuni sau judecăți în cadrul unui enunț, dintre care una neagă pe cealaltă.
- DUBLA CONTRADICȚIE

Dubla contradicție se produce atunci când în șirul vorbirii se întâlnesc sensuri contrare care intră de două ori în relații sintactice directe.
- TRIPLA CONTRADICȚIE

Tripla contradicție se produce atunci când într-un text cuvintele folosite exprimă sensuri care intră de trei ori în relație de contrazicere, de anulare sau negare a ceea ce s-a spus prin ceea ce se spune la un moment dat.
- CUMULUL DE CONTRADICȚII

Cumulul de contradicții este înregistrarea într-un fragment sau chiar în interiorul unei singure fraze a mai multor contradicții prin ceea ce se adaugă la alte și alte sensuri în desfășurarea exprimării.